# Mustapha Darwich Ramadan
 Der er for få eller ingen kildehenvisninger i denne artikel, hvilket er et problem. Du kan hjælpe ved at angive troværdige kilder til de påstande, som fremføres i artiklen.

Mustapha Darwich Ramadan var en dansk forbryder og tidligere militær-officer fra Libanon, der var medlem af Ansar Al-Islam. Han begik i 1997 væbnet røveri mod en pengetransport fra Arbejdernes Landsbank, hvorefter han blev idømt 3 års fængsel i Vridsløselille Statsfængsel. Efter sin løsladelse begik han et nyt røveri og rejste derefter i sommeren 2001 til Irak, hvor han levede under navnet Abu Mohammed Lebnani og arbejdede tæt sammen med Abu Musab al-Zarqawi. Han blev dræbt af et amerikansk helikopter angreb i Fallujah i september 2004.